# Euxoa hamadanensis
Euxoa hamadanensis är en fjärilsart som beskrevs av Zoltan Varga 1979. Euxoa hamadanensis ingår i släktet Euxoa och familjen nattflyn. Inga underarter finns listade i Catalogue of Life.